# Спомен-чесма Карађорђу и учесницима Првог српског устанка у Обреновцу
Спомен-чесма Карађорђу и учесницима Првог српског устанка у Обреновцу је спомен-чесма у београдској општини Обреновац, откривена 1904. године. Налази се на Тгу Зорана Ђинђића у центру општине, поред споменика војводи Живојину Мишићу у Карађорђевој улици.

## Историјат
Године 1900. родила се идеја за подизање спомен-чесме учесницима Првог српског устанка и почело је прикупљање средстава за подизање споменика, четири године пре стогодишњице овог јубилеја. У мају 1900. године ђачки хор је у Пољопривредном парку приредио концерт са циљем да сакупи новац за екскурзију, а прикупљено је 89,2 динара. Од зарађеног новца ђаци су отишли у Београд, где је такође приређен концерт са знатно већим приходом од 132,3 динара. У време одржавања концерата родила се идеја да се почне са издвајањем средстава за подизање споменика, а до 1904. године прикупљено је довољно новца да се то и оствари. Поред родитеља ђака, помоћ су пружили и остали грађани Обреновца, као и општина Обреновац, али су ђаци као покретачи и донатори ипак уписани на првом месту на споменику.
На артеском бунару у центру тадашње вароши Обреновац, преко пута некадашњег хотела „Антоновић” постављена је спомен-чесма Карађорђу и учесницима Првог српског устанка, 27. јуна 1904. године. Након свечаног откривања спомен-чесме ђаци обреновачке, звечанске и забрешке школе су уз присуство великог броја Обреновчана извели посебан програм говором, песмама и рецитацијама, а након тога приређено је весеље.
Споменик је коштао 1800 динара, а са обе стране високе и озидане чесме тече вода из извајаних глава лавова. На врху споменика налази се бакља, а испод врха куполе са обе стране споменика налазе се слике Карађорђа Петровића и Петра I Карађорђевића.